# Lycée de Saint-Just
 (août 2025).
 (août 2025).
 (août 2025).
Si vous disposez d'ouvrages ou d'articles de référence ou si vous connaissez des sites web de qualité traitant du thème abordé ici, merci de compléter l'article en donnant les références utiles à sa vérifiabilité et en les liant à la section « Notes et références ».
Le lycée de Saint-Just est un lycée public situé dans le quartier de Saint-Just dans le 5e arrondissement de Lyon (France). Il surplombe la ville à l'ouest de la Saône depuis la colline de Fourvière.

## Historique

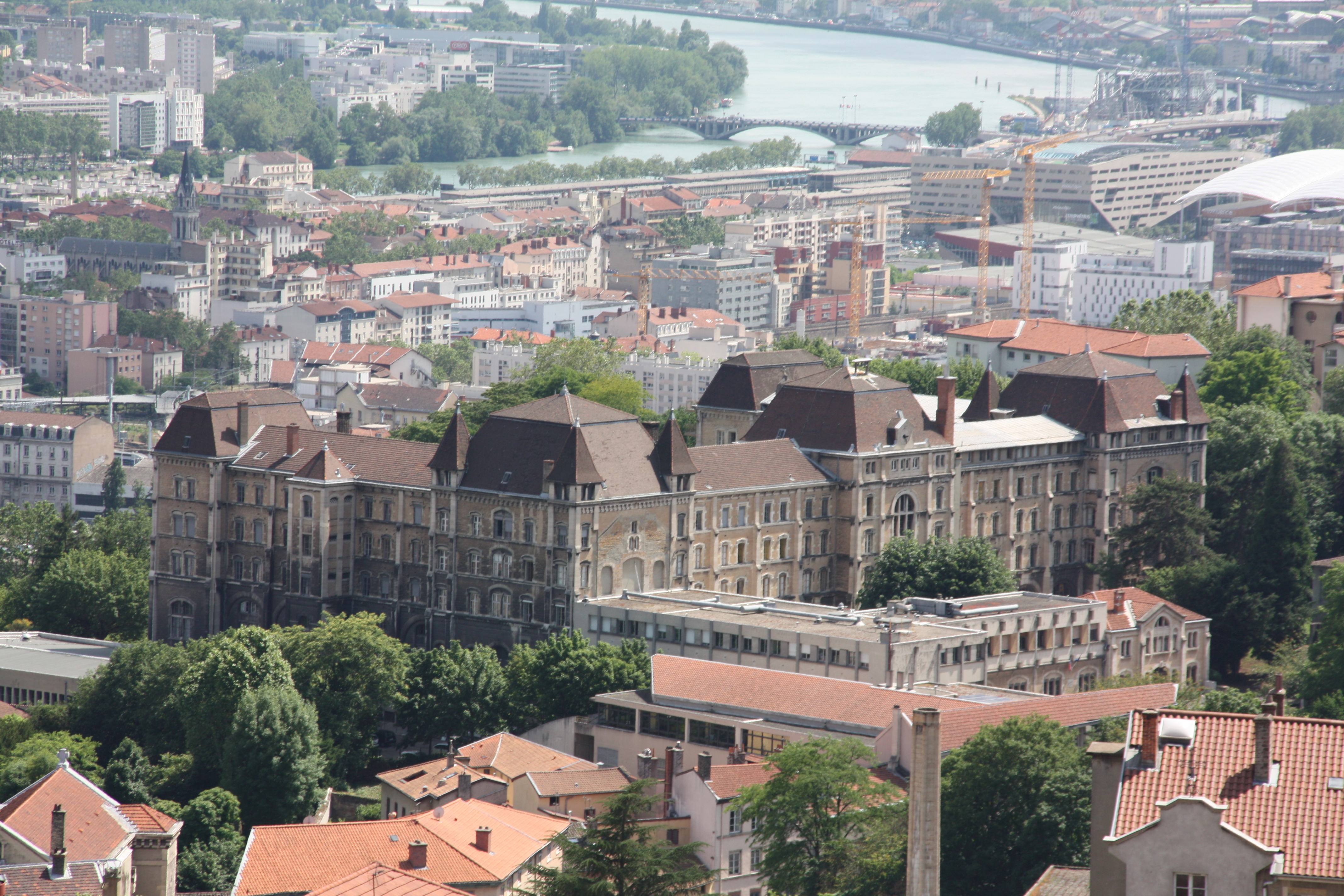
Le lycée depuis les toits de la Basilique Notre-Dame de Fourvière.

Le lycée Saint-Just possède une longue histoire, de l’époque gallo-romaine jusqu’à nos jours. En effet, sous l’esplanade du lycée se trouve une vaste citerne romaine, monument le mieux conservé de la cité antique de Lugdunum (Lyon). Cette citerne, aussi nommée Grotte Bérelle, est formée d’une chambre principale de 16 x 15 mètres et de deux galeries concentriques. La fonction de ce réservoir reste cependant contestée : il pourrait s’agir soit d’une citerne destinée à l’alimentation en eau du quartier soit du réservoir de la caserne de Lugdunum. Depuis cette époque, la citerne a été beaucoup visitée, les murs ont d’ailleurs gardé de ces visites des signatures au charbon de bois, la plus ancienne datant de 1550. Aujourd’hui, pour des raisons de sécurité, la Grotte Bérelle est fermée au public.
En 1633, le couvent et pensionnat des Ursulines fut implanté, puis mis en vente durant la Révolution, en 1791.
Le bâtiment actuel ne date que du milieu du XIXe siècle (1855-1861). C’est un bâtiment imposant, composé d’un corps central de 100 m de long et de deux ailes. Avant de devenir le lycée de Saint-Just, le bâtiment eut de nombreuses fonctions. Jusqu’en 1908, ce fut le séminaire de Saint-Irénée (ou "Grand Séminaire"), où l’on pouvait faire des études de théologie. À la suite de la séparation de l'Église et de l'État, le bâtiment abrita successivement la Caisse des dépôts et consignations en 1912, puis un hôpital pendant la Première Guerre mondiale. En 1928, il devint l’internat du lycée Edgar Quinet. Ce n’est qu’en 1946, qu’il devint autonome. D'importants travaux ont été réalisés depuis afin de moderniser le bâtiment avec notamment la construction du gymnase puis du self.
Durant l'année 2008-2009, la municipalité de Lyon a voté l'éclairage du lycée de Saint-Just, situé sur la colline de Fourvière.
Depuis 2011, l'établissement accueille uniquement des élèves de lycée à la suite du projet de transformer le collège-lycée Saint-Just en simple lycée ; les collégiens ont été transférés à une distance de deux rues, dans l'établissement Jean-Moulin.
Les cuisines ont brûlé le 26 août 2013 à cause d'un problème électrique ; le réfectoire a souffert des fumées et est inutilisable en l'état. Les autres bâtiments n'ont pas été touchés. Les travaux de rénovation ont débuté au printemps 2014 et ont permis la réouverture du réfectoire en janvier 2015.

## Enseignements

### Enseignement secondaire
Le lycée abrite des élèves qui préparent le baccalauréat général, ainsi que des élèves en filière technologique (STMG).
Options spécifique
- théâtre et expression dramatique ;
- cinéma – audiovisuel ;
- histoire des arts ;
- section européenne (anglais, allemand ou italien) ;
- langues étrangères (anglais, allemand, espagnol, italien, chinois) ;
- langues anciennes (grec ou latin) ;
- musique.

#### Classement du lycée
En 2025, le lycée se classe 43e sur 109 au niveau départemental quant à la qualité d'enseignement, et 1256e au niveau national,.

### Classes Préparatoires aux Grandes Ecoles (CPGE)
Le lycée de Saint-Just accueille des étudiants de Classes Préparatoires aux Grandes Ecoles (CPGE) dans deux filières : 
- Economique et Commerciale voie Générale (ECG) : Mathématiques appliquées ; Mathématiques approfondies ; Economie-Sociologie-Histoire du Monde Contemporain (ESH) ; Histoire-Géographie-Géopolitique-Monde Contemporain (HGGMC),
- ainsi que Lettres et Sciences Sociales (B/L).

#### Classe Préparatoire Economique et Commerciale voie Générale (CPGE ECG)
Les deux classes préparatoires EC du lycée forment des étudiants aux écoles de commerce et de management, ainsi qu'à certaines grandes écoles comme l'ENSAE ou les IEP.
Le classement national des classes préparatoires aux grandes écoles (CPGE) se fait en fonction du taux d'admission des élèves dans les grandes écoles.
En 2025, Major Prépa donnait le classement suivant pour les concours de 2024 :
| Filière                          | Classement national | Classement national (%) | Élèves admis dans une grande école* | Taux d'admission* |
| -------------------------------- | --- | ----------------------- | ----------------------------------- | ----------------- |
| Général                          | 35ème / 167 | 21%                     |                                     |                   |
| ESH - Mathématiques appliquées   | 9ème / 103 | 8,8%                    |                                     |                   |
| ESH - Mathématiques approfondies | 21ème / 48 | 43%                     |                                     |                   |
| HGG - Mathématiques appliquées   | 20ème / 61 | 33%                     |                                     |                   |
| HGG - Mathématiques approfondies | 30ème / 70 | 43%                     |                                     |                   |
| B/L                              | 38répas - Major Prépa (Concours de 2024). *le taux d'admission dépend des grandes écoles retenues par l'étude. Par exemple, en filière ECG ce sont HEC, ESSEC, et l'ESCP qui ont été retenues. |                         |                                     |                   |

La classe préparatoire ECG a, connu diverses promotions : 
- Promotion Etienne de la Boétie (2022-2024)
- Promotion Frères Lumière (2023-2025)

#### Classe Préparatoire Lettres et Sciences Sociales (B/L)
La classe préparatoire B/L du lycée a ouvert ses portes en 2017. Elle a donc connu 8 promotions : la promotion Arthur Rimbaud (2017-2019), la promotion Albert Camus (2018-2020), la promotion Hannah Arendt (2019-2021), la promotion Émile Zola (2020-2022), la promotion Gisèle Halimi (2021-2023) et la promotion Mary Jackson (2022-2024). Pluridisciplinaire, elle offre une formation en deux ans en histoire, lettres, sciences sociales, philosophie, anglais et mathématiques. Le lycée propose trois enseignements de spécialité : géographie, langue vivante (espagnol, allemand, italien, chinois) et latin.
Classement des promotions :
2019 : Promotion Arthur Rimbaud, 11e ex aequo sur 27 (+11)

## Une forte implication des élèves dans le domaine culturel

### L'option cinéma
Le Ciné Club :
Relancée depuis l'année 2013, la gestion du ciné club fait maintenant partie des habitudes des classes de terminale et de première de l'option. Ce club, uniquement géré par ces élèves, propose aux lycéens, mais aussi aux personnels du lycée, un film projeté tous les mois en salle 903. Cette initiative a pour but d'apporter une certaine culture cinématographique aux élèves plus ou moins en rapport avec leurs études. Il n'est donc par rare de croiser sur son chemin une ou plusieurs affiches du ciné club dans les escaliers et les couloirs du lycée.
Le Festival du film lycéen de Saint-Just :
Créé en 2015 par un ancien élève de terminale et un ancien élève de première (tous deux de l'option cinéma), le Saint-Just Film Festival a pour vocation à devenir le grand rendez-vous des lycéens. Cet événement annuel est entièrement organisé par des élèves de Saint-Just, ce qui fait sa spécificité pour un Festival du film jeune, d'où le slogan : "Un Festival fait pour des jeunes et par des jeunes". L'idée de départ est de permettre aux élèves du lycée de projeter au grand public leurs créations cinématographiques et de récompenser les plus éminentes. Même si à présent il y a toujours eu une majorité de films qui provenaient de l'option cinéma, on retrouve tout de même chaque année des films réalisés par des élèves qui ne sont pas de l'option. Le jury est très souvent composé d'élèves mais aussi de professeurs et lors des séances le public est aussi invité à voter pour le prix du public. Durant toute l'année de chaque édition, les organisateurs se consacrent à l'organisation en même temps que leurs études. Les associations de parents d'élèves aident au financement d'affiches et l'achat de prix. Le festival des nuits de Fourvière est le partenaire officiel du Festival. Son directeur, Dominique Delormes, est souvent très ravi d'aider cette initiative jeune en proposant des places de son festival. La direction du Festival est assumée par un élève de terminal secondé par un ou deux vice-président(s) de première qui l'année prochaine se retrouvera(ront) présidents(s) à son (leur) tour.
La première édition a été un tel succès que des élèves provenant d'autres lycées ont été intéressés par l'idée.
Les initiateurs ont donc crée l'association Uffle (Union des festivals du film lycéen et étudiant) qui regroupe tous les principaux dirigeants des Festivals de film jeune. L'année scolaire de 2015-2016, a donc été marquée par l'organisation de deux festivals du film lycéen : ce lycée Saint-Just et celui de La Martinière Monplaisir.

### Les journaux lycéens
- Le petit Just
- Ô Just

La spécialité Histoire des Arts:
Les journées du patrimoine
Chaque année, au lycée de Saint-Just, des visites de l'établissement sont proposées par les élèves de l'enseignement Histoire des arts. Les élèves font découvrir l'histoire et l'architecture de leur lieu d'étude.

## Personnalités liées
- L’humoriste Florence Foresti (née en 1973) a étudié au lycée de Saint-Just.
- Le romancier et dramaturge Éric-Emmanuel Schmitt (né en 1960) a été élève au lycée de Saint-Just, où sa mère était professeur d'éducation physique (de la 4e à la terminale).
- L'archéologue du bâti médiéval et chercheur Dorian Besson (né en 1997) a été élève au lycée Saint-Just entre 2012 et 2015.
- la chanteuse Vitaa ( née en 1983) a aussi étudié au Lycée de Saint Just en filière de STMG.

#### Sites institutionnels
- Le lycée de Saint-Just.

Source :
- Histoire du lycée de Saint-Just.
- Dossier d’œuvre architecture par la région Auvergne-Rhône-Alpes.